# Случајни крајпуташи
„Случајни крајпуташи” је југословенски ТВ филм из 1978. године. Режирао га је Војислав Милашевић а сценарио је написао Верослав Ранчић.

## Улоге
| Глумац           | Улога |
| ---------------- | ----- |
| Адем Чејван      |       |
| Хусеин Чокић     |       |
| Ранко Гучевац    |       |
| Љиљана Лашић     |       |
| Јозо Лепетић     |       |
| Владимир Поповић |       |
| Рамиз Секић      |       |